# Linckia
Linckia ist eine Gattung von Seesternen, die hauptsächlich im indopazifischen Raum auftreten. Die Gattung Linckia ist nach dem deutschen Apotheker und Naturforscher Johann Heinrich Linck (1674–1734) benannt. Dieser hatte sich intensiv mit Seesternen beschäftigt und die erste wissenschaftliche Monografie dazu verfasst.

## Merkmale
Linckia Arten haben 4 bis 8 zylindrische Arme, gewöhnlich sind es 5. Ihre Mundscheibe ist klein, die Kalkplättchen unter der Haut sind mit Granulen bedeckt. In unregelmäßig verstreuten Gruppen auf der Oberseite und regelmäßiger an den Seiten liegen knötchenförmige Poren. Auf der Mundseite treten diese nicht auf. Die Stacheln an der Ambukralrinne liegen in 2 oder 3 Reihen, Pedicellarien sind keine vorhanden.
Clark (1921) war der Meinung, dass die Lebendfärbung zur Unterscheidung der Arten herangezogen werden kann. Allerdings zeigen die drei geografisch am weitesten verbreiteten Arten L. laevigata, L. multifora und L. guildingi eine beachtliche Vielfalt an Farben über ihre Verbreitungsgebiete.

## Verbreitung
Die Gattung ist weltweit in den tropischen Meeresregionen verbreitet. Sie lebt auf Korallenriffen und ist im Indischen Ozean und im westlichen Pazifik häufig. Linckia bouvieri und Linckia nodosa kommen im Atlantik vor, die restlichen Arten im Indopazifik.

## Lebensweise
Bemerkenswert wenige Studien befassen sich mit Biologie und Ökologie der Seesterne und konzentrierten sich dabei auf wenige Arten wie Linckia laevigata. Der Hauptgrund scheint darin zu liegen, dass kein wirtschaftliches Interesse besteht und daneben, dass Seesternen bislang keine entscheidende Rolle in ökologischen Prozessen zugeschrieben wurde.
Die Linckia-Arten besitzen bemerkenswerte Regenerationsfähigkeiten und können sich gut gegen Fressfeinde verteidigen. Linckia pflanzt sich geschlechtlich fort, kann sich aber auch ungeschlechtlich durch Abtrennung (Autotomie) einzelner Arme vermehren, aus denen jeweils wieder ein ganzer Seestern entsteht. Dabei kommt es zur Ausbildung asymmetrischer Seesterne, bei denen einem großen Arm vier kleinere, erst neu gebildete, gegenüberstehen. Diese Form nennt man „Kometenform“. Vorkommen und Muster der Armautotomie ist innerhalb der Gattung variabel. Linckia multiflora zum Beispiel, eine etwas kleinere Art, vermehrt sich stark ungeschlechtlich und kann eine lokale Populationsdichte durch Armautotomie aufrechterhalten. Dabei tritt Autotomie ganzjährig mit unterschiedlicher Häufigkeit auf.

## Systematik
Innerhalb der Gattung Linckia können mehrere Gruppen genetisch klar unterschieden werden – Linckia columbiae, Linckia bouvieri sowie zwei Kladen innerhalb von Linckia guildingi. Bei Linckia laevigata und Linckia multifora ist die Abgrenzung komplizierter, sie bilden eine gemeinsame Klade, die wahrscheinlich in drei unterschiedliche Gruppen zerfällt. Das heißt, es könnten in Zukunft noch mehrere kryptische Arten ausgegliedert werden.
Das World Register of Marine Species (WoRMS) listet 9 Linckia-Arten:
- Linckia bouvieri Perrier, 1875
- Linckia columbiae Gray, 1840
- Linckia gracilis Liao, 1985
- Linckia guildingi Gray, 1840
- Blauer Seestern (Linckia laevigata (Linnaeus, 1758))
- Kometenstern (Linckia multifora (Lamarck, 1816))
- Linckia nodosa Perrier, 1875
- Linckia profunda Mah, 2021[7]
- Linckia tyloplax H.L. Clark, 1914

## Forschungsgeschichte
Die Gattung wurde 1834 in Isis von Oken, De Asteriis, von Giovanni Domenico Nardo unter dem Namen Linkia erstbeschrieben. John Edward Gray korrigierte 1840 den Namen zur korrekten Schreibweise Linckia.